# Pekka Toveri
Pekka Juhani Toveri (ur. 6 kwietnia 1961 w m. Kankaanpää) – fiński wojskowy i polityk, generał, w latach 2019–2020 szef wywiadu wojskowego, poseł do Eduskunty, deputowany do Parlamentu Europejskiego X kadencji.

## Życiorys
W 1980 ukończył szkołę średnią w Helsinkach, po czym odbył zasadniczą służbę wojskową. W latach 1982–1985 kształcił się w szkole podchorążych w ramach uczelni wojskowej Maanpuolustuskorkeakoulu. W późniejszych latach odbył szereg kursów wojskowych i specjalistycznych (m.in. na macierzystej uczelni). Był zawodowym wojskowym, awansując na kolejne stopnie oficerskie (w 2007 otrzymał nominację na pułkownika). W 2013 został generałem brygady, a w 2019 awansowany do stopnia generała majora.
Służył w wojskach pancernych, w latach 1996–1997 był oficerem w siłach IFOR oraz SFOR w Bośni i Hercegowinie. Później pełnił funkcję zastępcy attaché wojskowego w ambasadzie Finlandii w Sztokholmie. Był oficerem pionu operacyjnego oraz wydziału planowania w sztabie generalnym, a także oficerem łącznikowym w United States Joint Forces Command w Norfolk. W latach 2010–2011 służył jako zastępca szefa operacyjnego w regionalnym dowództwie ISAF w Afganistanie. Później do 2013 stał na czele brygady pancernej Panssariprikaati. W 2014 został dowódcą okręgu wojskowego dla Finlandii Zachodniej, a w 2015 dowódcą pułku piechoty Kaartin jääkärirykmentti. Od 2016 był attaché wojskowym w ambasadzie Finlandii w Waszyngtonie. W latach 2019–2020 zajmował stanowisko szefa fińskiego wywiadu wojskowego.
Po odejściu z wojska zajął się prowadzeniem własnej działalności gospodarczej. Został też pracownikiem naukowym Fińskiego Instytutu Spraw Międzynarodowych. W wyborach w 2023 z ramienia Partii Koalicji Narodowej uzyskał mandat deputowanego do Eduskunty. W 2024 został natomiast wybrany na posła do Europarlamentu X kadencji.